# レゾリューション (戦艦・2代)
レゾリューション (HMS Resolution)は、イギリス海軍が第一次世界大戦と第二次世界大戦で運用した戦艦。リヴェンジ級戦艦（いわゆるR級戦艦）の1隻である

## 艦歴
Palmersで1913年11月29日起工。1915年1月14日進水。1916年12月30日就役。海軍休日時代、地中海艦隊所属の時期もあった。
1924年1月10日、イギリス海峡で演習中に潜水艦L24と衝突し、L24は沈没して全乗組員が死亡した。
1930年代中盤、イタリア王国とエチオピア帝国との緊張が高まると、本艦も地中海でイタリア海軍を牽制した（第二次エチオピア戦争）。
1940年4月以降、ノルウェーの戦いに従事する。5月16日、ナルヴィクでドイツ空軍の第30爆撃航空団に所属するJu 88から爆撃を受け、250㎏爆弾が命中して小破した。
修理後、ジブラルタルを拠点に活動するH部隊に配備される。7月初旬、ジェームズ・サマヴィル提督（旗艦「フッド」）の指揮下で、オランに停泊するフランス海軍のダンケルク級戦艦とプロヴァンス級戦艦に艦砲射撃をおこない、戦艦「ブルターニュ」を撃沈するなどの戦果を挙げた。
9月、ダカール攻撃（メナス作戦）に参加。9月6日に空母「アーク・ロイヤル」などとともにジブラルタルから出撃し、9月13日に上陸部隊を乗せた船団と合流して9月23日にダカール沖に到着した。戦艦「バーラム」などと共に、ヴィシー軍の砲台や、同港在泊中のフランス戦艦「リシュリュー」と交戦する。
23日、24日と攻撃が行われたが、成果は芳しくなかった。そして25日、砲撃場所に向かっていた本艦はフランス潜水艦ベヴェジエの魚雷攻撃を受けた。魚雷は4本発射され、うち1本が左舷中央部に命中した。被雷により左舷のボイラー室が浸水し、傾斜して主砲が使用不能となった。また、別のボイラー室で火災が発生し、注水することで消火された。これらの結果、速度は12ノットに低下した。この「レゾリューション」の損傷により作戦は中止となった。本艦は旗艦「バーラム」に曳航されて9月29日にフリータウンにたどり着いた。
1941年3月、アメリカ合衆国東海岸のフィラデルフィア海軍造船所で修理と改装をおこなう。9月下旬、アメリカで修理中だった僚艦と共に戦線に復帰した。
1942年になると東洋艦隊は根拠地をシンガポールからセイロン島に、続いてアッドゥ環礁へ移した。R級戦艦は東洋艦隊に配備され、日本海軍の南雲機動部隊とインド洋で対峙した。3月のセイロン沖海戦時、東洋艦隊は戦艦「ウォースパイト」とイラストリアス級航空母艦を基幹とするサマヴィル提督直率のA部隊、R級戦艦4隻（レゾリューション、リヴェンジ、ラミリーズ、ロイヤル・ソブリン）と軽空母「ハーミーズ」を基幹とするアルジャーノン・ウィリス提督のB部隊に別れて行動した。南雲機動部隊の脅威がなくなり、「ウォースパイト」がヨーロッパに戻ると、「レゾリューション」は東洋艦隊の旗艦となった。
1944年練習艦となった。15インチ砲はロバーツ級モニターに転用された。1948年5月5日、スクラップとして売却された。モニター艦に移載されていた本艦の15インチ砲1門は、現在も帝国戦争博物館に展示されている。

## ギャラリー

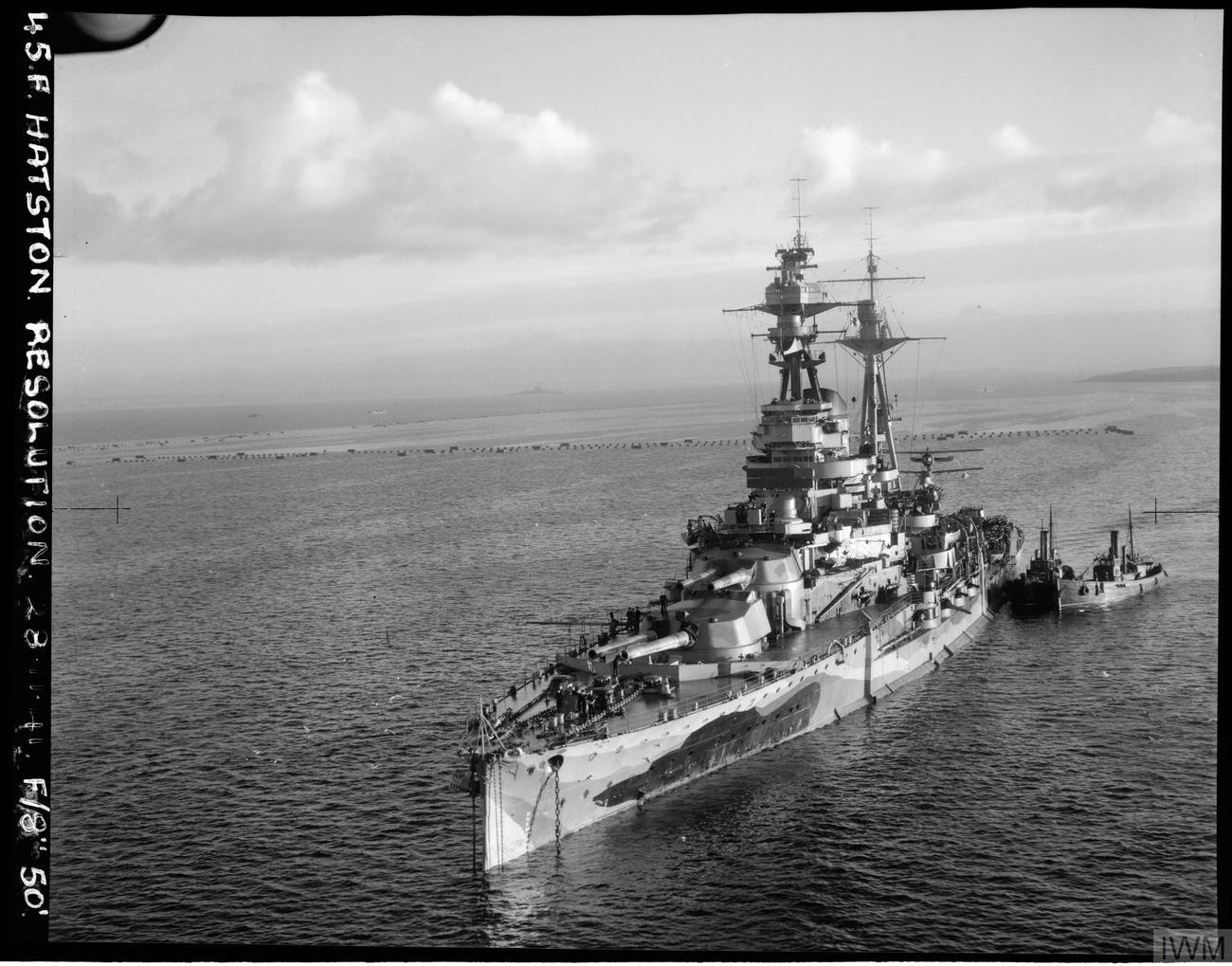
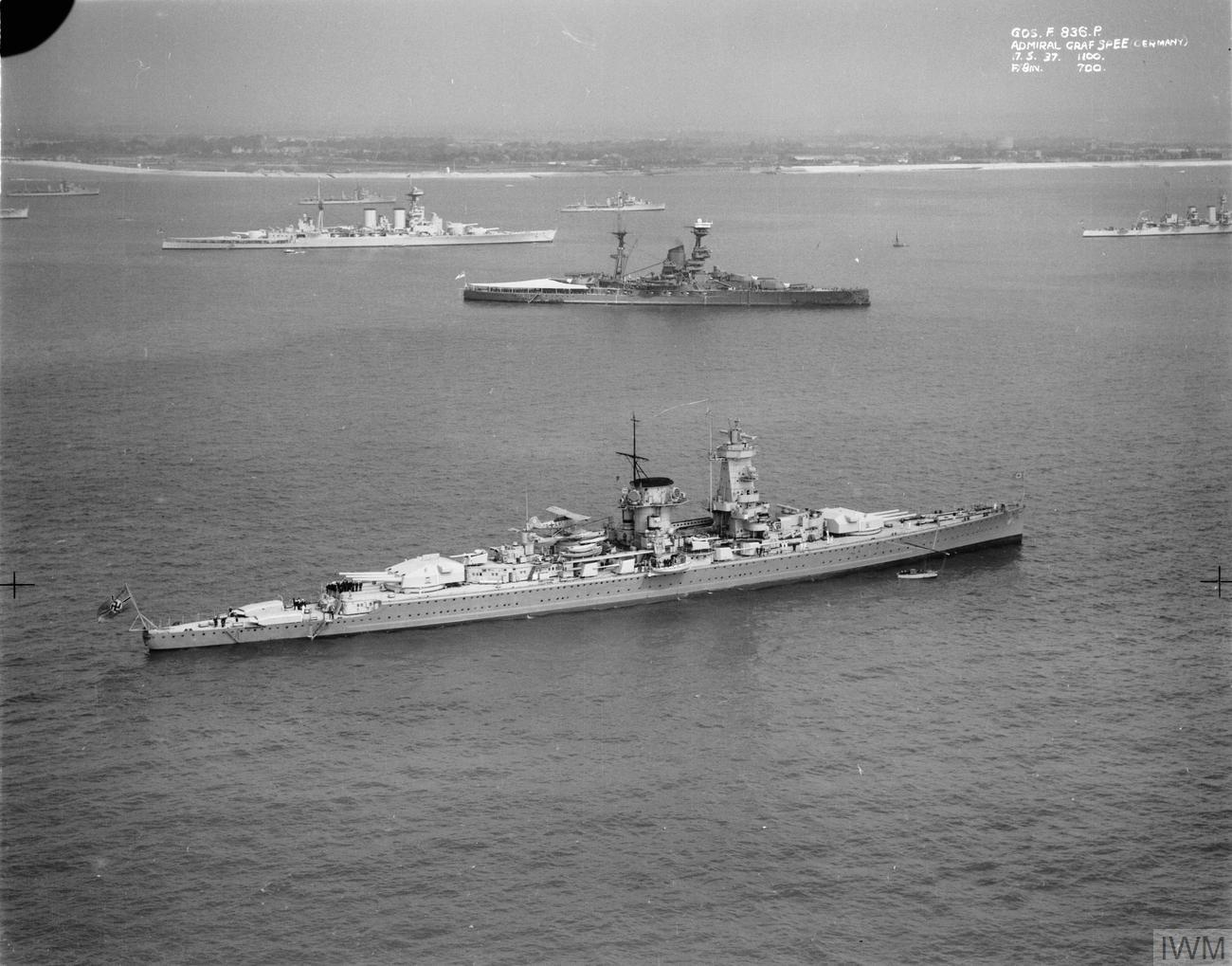
ジョージ6世戴冠記念観艦式に参加するレゾリューション(中央)。 手前はナチス・ドイツのアドミラル・グラーフ・シュペー。 奥の白色塗装はフッド。
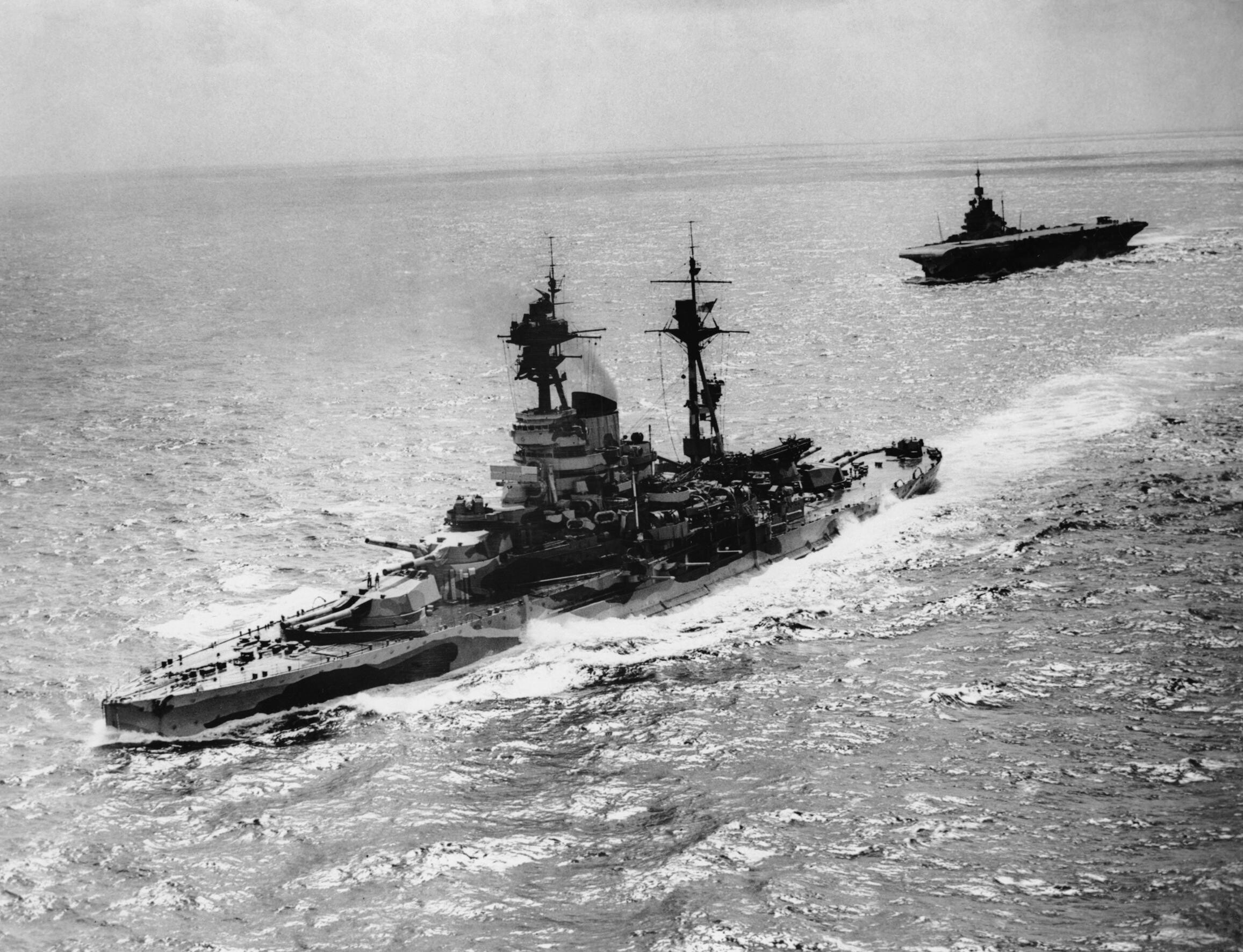
インド洋を航行する本艦とフォーミダブル。
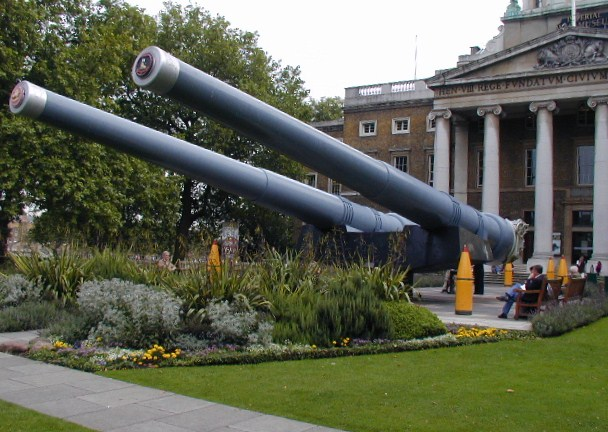
帝国戦争博物館の15インチ砲。手前が戦艦ラミリーズ、奥がレゾリューションから転用したロバーツの砲。